# Ichneumon enayamensis
Ichneumon enayamensis är en stekelart som beskrevs av Tohru Uchida 1926. Ichneumon enayamensis ingår i släktet Ichneumon och familjen brokparasitsteklar. Inga underarter finns listade i Catalogue of Life.